# Luciobarbus esocinus
Luciobarbus esocinus är en fiskart som beskrevs av Heckel, 1843. Luciobarbus esocinus ingår i släktet Luciobarbus och familjen karpfiskar. Inga underarter finns listade i Catalogue of Life.